# Boris Wolin
Boris Michajłowicz Wolin, właśc. Iosif Jefimowicz Fradkin (ros. Бори́с Миха́йлович Во́лин (Ио́сиф Ефи́мович Фра́дкин), ur. 13 czerwca 1886 w Głębokiem, zm. 16 lutego 1957 w Moskwie) – radziecki dziennikarz, działacz partyjny i państwowy.

## Życiorys
W 1904 wstąpił do SDPRR, 1905 był dwukrotnie aresztowany, 1910 wyemigrował, słuchał wykładów na Wydziale Prawa Uniwersytetu Paryskiego. W 1913 wrócił do Rosji, 1914-1917 studiował na Wydziale Prawnym Uniwersytetu Moskiewskiego (nie ukończył), 1917 był członkiem Moskiewskiego Komitetu SDPRR(b), od września 1917 członkiem wymiaru sprawiedliwości rejonu zamoskworieckiego w Moskwie, a w listopadzie 1917 przewodniczącym Zamoskworieckiego Komitetu Rejonowego SDPRR(b). W 1918 był członkiem kolegium redakcyjnego "Prawdy", od maja 1918 do 1919 przewodniczącym orłowskiego gubernialnego komitetu RKP(b), od 1918 do 25 sierpnia 1919 przewodniczącym Komitetu Wykonawczego Orłowskiej Rady Gubernialnej, a od listopada 1919 do kwietnia 1920 przewodniczącym Komitetu Wykonawczego Kostromskiej Rady Gubernialnej. W kwietniu-maju 1920 stał na czele charkowskiego gubernialnego komitetu rewolucyjnego, a od maja do listopada 1920 Komitetu Wykonawczego Charkowskiej Rady Gubernialnej, do 1921 był zastępcą ludowego komisarza spraw wewnętrznych Ukraińskiej SRR, a 1921 sekretarzem odpowiedzialnym briańskiego gubernialnego komitetu RKP(b). W latach 1921–1924 redagował gazetę "Raboczaja Moskwa", 1924-1925 był I sekretarzem Pełnomocnego Przedstawicielstwa (Ambasady) ZSRR we Francji, 1925-1926 zastępcą redaktora naczelnego gazety "Izwiestija", a 1927-1929 kierownikiem Wydziału Prasy Ludowego Komisariatu Spraw Zagranicznych (NKID) ZSRR.
Od 13 czerwca 1931 do 1 lipca 1935 był szefem Gławlita (Głównego Zarządu ds. Literatury i Wydawnictw) i jednocześnie od 13 czerwca 1931 do 26 czerwca 1935 członkiem Kolegium Ludowego Komisariatu Oświaty RFSRR, 1932-1935 dyrektorem Wydziału Literackiego Instytutu Czerwonej Profesury i redaktorem gazety "Borba klassow" ("Walka klas"), od grudnia 1935 do 1936 kierował Wydziałem Szkół KC WKP(b). W latach 1935–1945 był redaktorem "Istoriczeskiego Żurnała" ("Pisma Historycznego"), 1937-1938 I zastępcą ludowego komisarza oświaty RFSRR, 1938-1941 kierownikiem katedry marksizmu-leninizmu Moskiewskiego Instytutu Filozofii, Literatury i Historii (IFLI) w Moskwie (1939 otrzymał tytuł profesora), 1941-1942 walczył w Armii Czerwonej i oddziałach partyzanckich, 1944-1945 ponownie w Armii Czerwonej. Po zakończeniu wojny został pracownikiem naukowym Instytutu Marksa-Engelsa-Lenina przy KC WKP(b), a 1946 profesorem katedry marksizmu-leninizmu Moskiewskiego Uniwersytetu Państwowego. Został odznaczony dwoma Orderami Wojny Ojczyźnianej I klasy i dwoma innymi orderami. Napisał wiele prac o tematyce historyczno-rewolucyjnej, w których zgodnie z oficjalnym nurtem historii Rosji i ZSRR gloryfikował Stalina i partię i przeinaczał fakty.